# Amphisbaena slateri
Amphisbaena slateri este o specie de reptile din genul Amphisbaena, familia Amphisbaenidae, ordinul Squamata, descrisă de Boulenger 1907. Conform Catalogue of Life specia Amphisbaena slateri nu are subspecii cunoscute.